# 생태학
생태학(生態學, 영어: ecology)이란 생물과 환경의 상호작용을 연구하는 생물학의 한 분야이다. 환경은 생물의 주변을 구성하는 생물적, 비생물적 요소를 모두 포함한다.
영어로 ecology, 독일어로 Ökologie라 하는 생태학의 어원은 고대 그리스어로 "사는 곳", "집안 살림"을 뜻하는 oikos와 "학문"을 의미하는 logos의 합성어이다. "집안 살림 관리"를 뜻하는 경제학과 어원이 같다.

## 정의

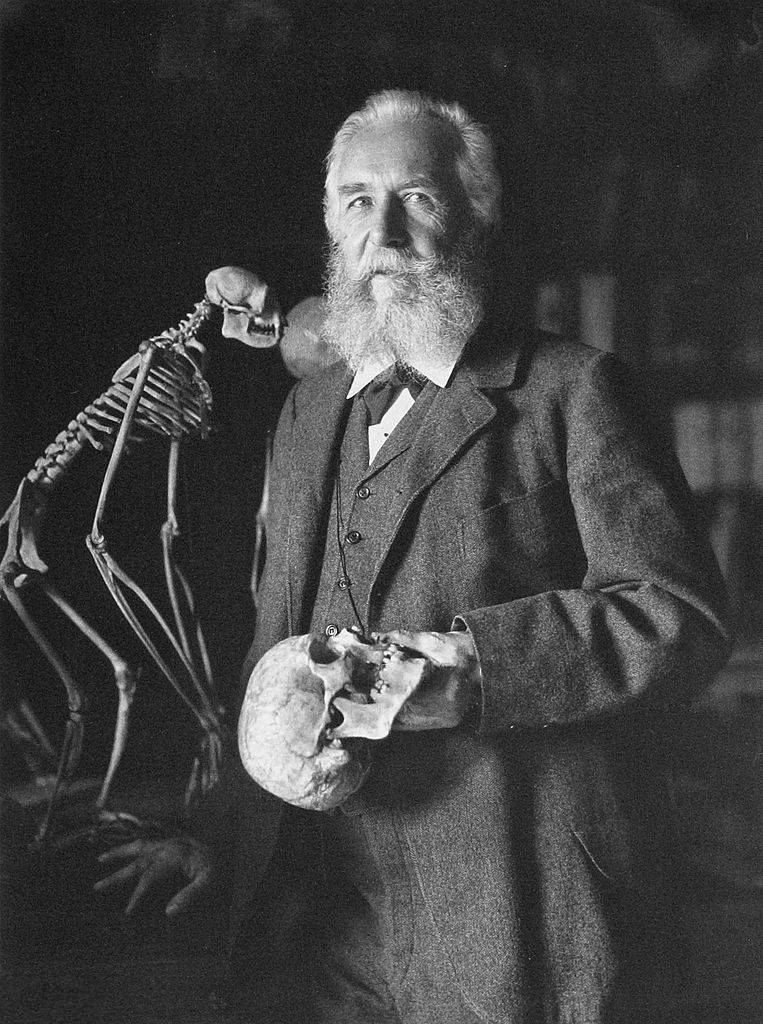
에른스트 헤켈

생태학이 환경(environment)과 환경보호주의(environmentalism) 등의 용어와 혼동되는 경우가 있지만, 생태학은 둘 다 아니다. 생태학은 과학이고 행동주의적으로 규정된 목표가 없다.
생태학이란 낱말은 1866년 독일 생물학자 에른스트 헤켈(Ernst Haeckel)에 의해 처음 사용되었다 (생물체의 일반 형태론, Generelle Morphologie der Organismen, 1866 Berlin). 1869년 헤켈은 예나 잡지에 기고한 논문에서 이 낱말을 다음과 같이 설명하였다.
| “ | 생태학이라는 낱말을 우리는 자연계의 질서와 조직에 관한 전체 지식으로 이해한다. 즉 동물과 생물적인 그리고 비생물적인 외부세계와의 전반적인 관계에 대한 연구이며, 한걸음 더 나가서는 외부세계와 동물 그리고 식물이 직접 또는 간접적으로 갖는 친화적 혹은 불화적 관계에 대한 연구라고 볼 수 있다. | ” |
|   | — 〈동물학의 진화 과정과 그 문제점에 관하여〉, Über die Entwicklungsgang und Aufgabe der Zoologie, Jenaische Zeitung 5, 1869, 353-370. |   |

헤켈이 내린 생태학의 정의는 오늘날까지 생물학자에 의해 인정되고 있다.
찰스 엘튼의 동물생태학(Animal Ecology) (1927), 유진 오덤(Eugene Odum) (1963)을 거쳐 생태학의 정의는 다듬어져 왔다. 유진 오덤은 '자연의 구조와 기능을 연구하는 학문'이라 정의하였고, 이후 찰스 크랩스(Charles J. Krebs)는 '생물의 분포(distribution)와 수도(abundance)를 결정하는 상호작용에 관한 과학적 연구'라 정의하였다.
나아가 산업 생태학은 '산업의'라는 말과 '생태학'을 융합한 새로운 학문 분야로, 자원이용을 극대화하고 효율적으로 만듦과 동시에 환경에 대한 나쁜 영향을 극소화하는 것을 목적으로 한다.

## 유래
생태학의 뿌리는 자연사부터 시작된다. 인류의 조상은 사냥감을 어디서, 언제 구할 수 있는지 알아야 했고, 농업 혁명 이후에는 가축이나 곡물을 어떻게 기를지 등 생태에 대한 지식이 필요하였다.
기원전 4세기 아리스토텔레스는 Historia Animalium에서 들쥐와 메뚜기떼에 대해 설명을 시도하였다. 유해 동물을 없애기 위한 방안을 생각하던 초기 그리스와 로마인의 생각에서 출발해서 수학과 자연사를 이용하여 현대적인 생태학이 발달하게 되었다. 1968년 레벤후크(Leeuwenhoek)는 수리적인 계산을 통해 딱정벌레의 증식률을 계산했고 한쌍의 파리가 3개월에 약 75만 마리의 파리를 생산할 수 있다고 계산했다.
1798년 초기 인구통계학자 맬더스(Malthus)는 인구론(Essay on Population)을 출판하였고 이는 다윈의 자연 선택이론에 영향을 미쳐 진화론으로 발달하게 된다. 군집 연구는 식물생태학자 와밍(J. E. B. Warming)에 많은 영향을 받았고, 개체군과 군집(무리)의 광범위한 문제들의 인지와 함께 1900년경 생태학은 과학이 되는 길로 들어섰다.

## 자연환경 체계

### 자연계의 분류
- 기후에 따른 분류
- 지형에 따른 분류

### 먹이 사슬
일단, 첫 번째로 햇빛을 통하여 식물이 자란다.(또는 물) 두 번째로, 초식동물이 햇빛으로 자란 식물을 먹는다. 세 번째로, 육식동물이 초식동물을 잡아먹는다. (육식동물위에 더 큰 육식동물이 있을 수 있다.) 마지막으로, 동물(육식, 초식, 잡식)의 시체가 썩어 식물이 자라는데 쓰인다. 그런 식으로 영원히 돌고도는 것이다(먹이사슬이 붕괴되는 경우도 있다.)

## 같이 보기
- 녹색 혁명
- 유기농
- 자연농법(NF)

## 참고 문헌
- 「자연정화처리기술의 실제」, 유기물의 부식화, 박철휘 저, 동화기술교역(2004년, 42~47p)
- 「건강을 살리는 숯」, 숯에는 무엇인가가 살고 있다, 송재만 저, 문예마당(2007년, 46~49p)
- 「창조주의 특별한 선물」, 생체정보를 활용한 기술의 전망, 김용태 저, 건강신문사(2010년, 50~52p)